# Polsloze elektrische activiteit
Polsloze elektrische activiteit (PEA), vroeger ook wel elektromechanische dissociatie genoemd, is een toestand waarbij er op een elektrocardiogram wel een hartritme te zien is, maar er toch geen polsslag voelbaar is. Er is dus wel elektrische activiteit, maar er vindt geen hartcontractie plaats of het hartminuutvolume is om een andere reden onvoldoende. Bij PEA heeft defibrillatie geen zin; het probleem zit niet in het zenuwweefsel van het hart, maar in het hartspierweefsel dat niet adequaat functioneert. Reanimatie terwijl de onderliggende oorzaak verholpen wordt, is de aangewezen behandeling.

## Behandeling
Het is van belang om direct te beginnen met hartmassage en beademing (30 compressies per 2 beademingen). Er moet ook onmiddellijk 1mg adrenaline IV of IO worden toegediend (herhalen elke 3 à 5 minuten). Ondertussen moet worden geprobeerd de onderliggende oorzaak te vinden en te verhelpen.

## Oorzaken
De onderliggende behandelbare oorzaken bij reanimatie zijn onder te verdelen in de 4 H's en 4 T's.
- Hypoxie
- Hypovolemie
- Hypokaliëmie / Hyperkaliëmie of Hypoglykemie
- Hypothermie

- Tensiepneumothorax
- Tamponnade
- Toxische stoffen
- Trombo-embolie